# 100 meter bröstsim för damer i simning vid olympiska sommarspelen 2012
Damernas 100 meter bröstsim vid olympiska sommarspelen 2012 ägde rum den 29 - 30 juli i London Aquatics Centre.

## Medaljörer
| Gren          | Guld                   | Guld    | Silver           | Silver  | Brons               | Brons   |
| 100m bröstsim | Rūta Meilutytė Litauen | 1.05,47 | Rebecca Soni USA | 1.05,55 | Satomi Suzuki Japan | 1.06,46 |

## Resultat

### Heat
| Placering | Heat | Bana | Namn                    | Nationalitet            | Tid     | Noteringar |
| --------- | ---- | ---- | ----------------------- | ----------------------- | ------- | ---------- |
| 1         | 4    | 6    | Rūta Meilutytė          | Litauen                 | 1.05,56 | Q, 0NR0    |
| 2         | 6    | 4    | Rebecca Soni            | USA                     | 1.05,75 |            |
| 3         | 6    | 5    | Julija Jefimova         | Ryssland                | 1.06,51 |            |
| 4         | 5    | 4    | Breeja Larson           | USA                     | 1.06,58 |            |
| 5         | 4    | 4    | Leisel Jones            | Australien              | 1.06,98 |            |
| 6         | 5    | 5    | Satomi Suzuki           | Japan                   | 1.07,08 |            |
| 7         | 6    | 2    | Sarah Poewe             | Tyskland                | 1.07,12 |            |
| 8         | 6    | 3    | Jennie Johansson        | Sverige                 | 1.07,14 |            |
| 9         | 5    | 3    | Rikke Pedersen          | Danmark                 | 1.07,23 |            |
| 10        | 3    | 6    | Alia Atkinson           | Jamaica                 | 1.07,39 | Q, 0NR0    |
| 11        | 4    | 5    | Leiston Pickett         | Australien              | 1.07,41 |            |
| 12        | 3    | 2    | Suzaan van Biljon       | Sydafrika               | 1.07,54 |            |
| 13        | 4    | 1    | Zhao Jin                | Kina                    | 1.07,68 |            |
| 14        | 4    | 2    | Mina Matsushima         | Japan                   | 1.07,69 |            |
| 15        | 4    | 3    | Jillian Tyler           | Kanada                  | 1.07,81 |            |
| 16        | 5    | 2    | Tera van Beilen         | Kanada                  | 1.07,85 |            |
| 17        | 5    | 7    | Liu Xiaoyu              | Kina                    | 1.07,99 |            |
| 18        | 3    | 3    | Sara El Bekri           | Marocko                 | 1.08,21 | 0NR0       |
| 19        | 5    | 1    | Joline Höstman          | Sverige                 | 1.08,28 |            |
| 20        | 6    | 7    | Moniek Nijhuis          | Nederländerna           | 1.08,31 |            |
| 21        | 6    | 8    | Siobhan-Marie O'Connor  | Storbritannien          | 1.08,32 |            |
| 22        | 5    | 6    | Caroline Ruhnau         | Tyskland                | 1.08,43 |            |
| 23        | 6    | 6    | Darja Dejeva            | Ryssland                | 1.08,44 |            |
| 24        | 3    | 5    | Petra Chocová           | Tjeckien                | 1.08,59 |            |
| 25        | 4    | 7    | Marina Garcia Urzainqui | Spanien                 | 1.08,64 |            |
| 26        | 4    | 8    | Sycerika McMahon        | Irland                  | 1.08,80 |            |
| 27        | 3    | 4    | Michela Guzzetti        | Italien                 | 1.08,83 |            |
| 28        | 5    | 8    | Kate Haywood            | Storbritannien          | 1.09,22 |            |
| 29        | 3    | 1    | Dilara Buse Günaydın    | Turkiet                 | 1.09,43 |            |
| 30        | 2    | 4    | Tjaša Vozel             | Slovenien               | 1.09,63 |            |
| 31        | 2    | 5    | Anna Sztankovics        | Ungern                  | 1.09,65 |            |
| 32        | 2    | 6    | Fanny Babou             | Frankrike               | 1.09,76 |            |
| 33        | 3    | 7    | Kim Hye-jin             | Sydkorea                | 1.09,79 |            |
| 34        | 2    | 3    | Jenna Laukkanen         | Finland                 | 1.09,92 |            |
| 35        | 2    | 2    | Ana Rodrigues           | Portugal                | 1.10,62 |            |
| 36        | 2    | 1    | Danielle Beaubrun       | Saint Lucia             | 1.11,12 |            |
| 37        | 3    | 8    | Mariia Liver            | Ukraina                 | 1.11,23 |            |
| 38        | 2    | 7    | Chen I-chuan            | Kinesiska Taipei        | 1.11,28 |            |
| 39        | 6    | 1    | Concepcion Badillo Diaz | Spanien                 | 1.12,58 |            |
| 40        | 2    | 8    | Tatiana Chișca          | Moldavien               | 1.13,30 |            |
| 41        | 1    | 4    | Ivana Ninković          | Bosnien och Hercegovina | 1.14,04 |            |
| 42        | 1    | 3    | Pilar Shimizu           | Guam                    | 1.15,76 | 0NR0       |
| 43        | 1    | 5    | Matelita Buadromo       | Fiji                    | 1.16,33 |            |
| 44        | 1    | 6    | Oksana Hatamkhanova     | Azerbajdzjan            | 1.25,52 |            |
| 45        | 1    | 2    | Gantömöriin Oyuungerel  | Mongoliet               | 1.27,17 |            |
| 46        | 1    | 7    | Dede Camara             | Guinea                  | 1.38,54 |            |

### Semifinaler

#### Semifinal 1
| Placering | Bana | Namn              | Nationalitet | Tid     | Noteringar |
| --------- | ---- | ----------------- | ------------ | ------- | ---------- |
| 1         | 4    | Rebecca Soni      | USA          | 1.05,98 | Q          |
| 2         | 5    | Breeja Larson     | USA          | 1.06,70 | Q          |
| 3         | 3    | Satomi Suzuki     | Japan        | 1.07,10 | Q          |
| 4         | 2    | Alia Atkinson     | Jamaica      | 1.07,48 | QSO        |
| 4         | 8    | Tera van Beilen   | Kanada       | 1.07,48 | QSO        |
| 6         | 6    | Jennie Johansson  | Sverige      | 1.07,57 |            |
| 7         | 7    | Suzaan van Biljon | Sydafrika    | 1.07,68 |            |
| 8         | 1    | Mina Matsushima   | Japan        | 1.08,26 |            |

#### Semifinal 2
| Placering | Bana | Namn            | Nationalitet | Tid     | Noteringar |
| --------- | ---- | --------------- | ------------ | ------- | ---------- |
| 1         | 4    | Rūta Meilutytė  | Litauen      | 1.05,21 | Q, 0AR0    |
| 2         | 5    | Julija Jefimova | Ryssland     | 1.06,57 | Q          |
| 3         | 3    | Leisel Jones    | Australien   | 1.06,81 | Q          |
| 4         | 2    | Rikke Pedersen  | Danmark      | 1.06,82 | Q          |
| 5         | 6    | Sarah Poewe     | Tyskland     | 1.07,68 |            |
| 6         | 7    | Leiston Pickett | Australien   | 1.07,74 |            |
| 7         | 8    | Jillian Tyler   | Kanada       | 1.07,87 |            |
| 8         | 1    | Zhao Jin        | Kina         | 1.07,97 |            |

#### Semifinal tie break
| Placering | Bana | Namn            | Nationalitet | Tid     | Noteringar |
| --------- | ---- | --------------- | ------------ | ------- | ---------- |
| 1         | 5    | Alia Atkinson   | Jamaica      | 1.06,79 | Q, 0NR0    |
| 2         | 4    | Tera van Beilen | Kanada       | 1.07,73 |            |

### Final
| Placering | Bana | Namn            | Nationalitet | Tid     | Noteringar |
| --------- | ---- | --------------- | ------------ | ------- | ---------- |
| 1         | 4    | Rūta Meilutytė  | Litauen      | 1.05,47 | **         |
| 2         | 5    | Rebecca Soni    | USA          | 1.05,55 |            |
| 3         | 1    | Satomi Suzuki   | Japan        | 1.06,46 |            |
| 4         | 8    | Alia Atkinson   | Jamaica      | 1.06,93 |            |
| 5         | 2    | Leisel Jones    | Australien   | 1.06,95 |            |
| 6         | 6    | Breeja Larson   | USA          | 1.06,96 | *          |
| 7         | 3    | Julija Jefimova | Ryssland     | 1.06,98 |            |
| 8         | 7    | Rikke Pedersen  | Danmark      | 1.07,55 |            |

*Tjuvstart, men hon blev inte diskvalificerad på grund av tekniskt fel.

**Yngsta guldmedaljören någonsin.